# Vera Halfoun
Vera Lucia Rabello de Castro Halfoun (Rio de Janeiro, 9 de novembro de 1946) é uma médica brasileira e professora emérita da Faculdade de Medicina da Universidade Federal do Rio de Janeiro (FM-UFRJ).
Ingressou na UFRJ, em 1965, como aluna da antiga Faculdade Nacional de Medicina, concluindo a graduação no ano de 1970. Obteve os títulos de Mestre (1977) e Doutora (1981) pela mesma instituição. Em 1977, passou a integrar o corpo docente da universidade pelo Departamento de Clínica Médica. Em 1990, foi eleita diretora da FM-UFRJ, tornando-se a primeira mulher a ocupar o cargo, e, em 1994, Decana do Centro de Ciências da Saúde, exercendo esses mandatos entre 1990-1994 e 1994-1998, respectivamente. Neste período, teve papel crucial na criação do Programa de Atenção Primária à Saúde (PAPS) e dos cursos de graduação em Fisioterapia e Fonoaudiologia.
Desempenhou a função de coordenadora do PAPS, entre 2000 e 2013, quando foi aprovada a criação do Departamento de Medicina de Família e Comunidade, hoje denominado Departamento de Medicina em Atenção Primária à Saúde. A partir de então, assumiu a chefia do novo departamento, cargo que ocupou até junho de 2019. Em novembro de 2021, atingiu o limite de idade do serviço público, sendo concedida aposentadoria compulsória, após quase 50 anos de dedicação exclusiva à UFRJ. Em 2022, recebeu o título de professora emérita da instituição.
Ao longo de sua carreira acadêmica, publicou dezenas de artigos científicos em periódicos nacionais e internacionais e participou da orientação de inúmeras dissertações de mestrado e teses de doutorado nos programas de pós-graduação em Nutrologia e em Atenção Primária à Saúde da UFRJ.